# Lisa Miskovsky
Lisa Miskovsky (* 9. března 1975 Holmsund, kraj Västerbotten) je švédská zpěvačka a hudebnice česko-finského původu. Je sestrou zpěvačky Caroliny Miskovsky.
Mimo Švédsko je známá především díky písni "Still Alive", která je součástí soundtracku k videohře Mirror's Edge. V roce 2012 se s písní "Why Start A Fire" zúčastnila soutěže Melodifestivalen, švédského národního kola Eurovize.
Miskovsky je aktivní sportovní fanynkou, v mládí byla členkou národního snowboardového týmu a coby komentátorka pro Viasat se zúčastnila zimní Olympiády 2014 v Soči.

## Biografie

### Počátky
Lisa Miskovsky se narodila finské matce a českému otci v Holmsundu nedaleko Umeå. Má dvě sestry - Ninu a Carolinu, která je také zpěvačkou. Ve dvanácti letech se s rodinou přestěhovala do centra Umeå. Již tehdy začínala psát vlastní písně. Během studií na střední škole se poprvé dostala do televize coby součást dívčí formace Lipstick. Následně se začala aktivněji věnovat hře na klavír a kytaru a stala se členkou švédského národního snowboardového týmu.

### Sláva
V dubnu 2001 vyšlo debutové album Lisa Miskovsky, za které zpěvačka sklidila dvě ceny Rockbjörnar - za objev roku a nejlepší zpěvačku. S druhým albem Fallingwater, které vydala v říjnu 2003, pro změnu získala ocenění za nejlepší zpěvačku na švédských Grammis. Také se dostalo na první místo švédské hitparády.

Souběžně spolupracovala s řadou švédských umělců a věnovala se psaní písní pro jiné interprety - mimo jiné skupinu Backstreet Boys.
Za třetí album Changes (2006) získala opět dvě ocenění Rockbjörnar a podruhé dobyla žebříček alb. V roce 2008 nazpívala píseň "Still Alive" od autora SolarFields, která se dostala do soundtracku k počítačové hře Mirror's Edge.
V roce 2012 se Lisa zúčastnila pořadu Melodifestivalen, v němž je vybírán zástupce Švédska na Eurovision Song Contest. S písní "Why Start A Fire" postoupila do finále, kde obsadila 9. místo.
Lisa žije v Umeå se svým manželem Mariem Sommerem, norským snowboardistou, a jejich dvěma dětmi.

## Diskografie

### Studiová alba
- Lisa Miskovsky (2001, nové vydání s bonusovými tracky vydáno v roce 2004)
- Fallingwater (2003)
- Changes (2006)
- Violent Sky (2010)
- Umeå (2013)

### Kompilace
- Last Year's Songs: Greatest Hits (2008)

### Singly
- 2001 – "Driving One of Your Cars"
- 2001 – "What If"
- 2002 – "Quietly"
- 2003 – "Alright (& The Lost Patrol)
- 2003 – "Lady Stardust"
- 2004 – "Sing to Me"
- 2004 – "A Brand New Day"
- 2006 – "Mary"
- 2006 – "Sweet Misery"
- 2006 – "Acceptable Losses"
- 2008 – "Still Alive"
- 2010 – "Lover"
- 2011 – "Got a Friend"
- 2012 – "Why Start a Fire"
- 2013 – "Wild Winds"